# 多軸加工
多軸加工（Multiaxis machining）是指在機械加工時，有可以在四個（或是更多）方向上移動的工具或是刀具。以銑削、水刀或是鐳射切割的方式去除過多的材料。這種加工方式最早是出現在大型複雜的機器中，加工機有4軸、5軸或6軸，最多甚至到12軸），是用凸輪盤上的槓桿進行控制。凸輪盤可以控制刀具、固定工件的平面、也可以調整刀具相對於機器的位置。因為機器的體積及以複雜度，架設這些機器會需要大量的時間。数控机床的問世，提供了可以快速加工複雜工件的法。一般的数控机床可以在三個軸進行平移，而多軸加工可以在一個軸或是多個軸上旋轉。工業上常用五軸加工機，工件可以在X軸、Y軸及Z軸上移動，而刀具主軸可以在二個額外的軸上旋轉。